# Бозменский национальный рыбоводный завод
Бозменский национальный рыбоводный завод (англ. Bozeman National Fish Hatchery), называемый теперь Бозменским центром технологии рыбоводства (англ. Bozeman Fish Technology Center) — бывший рыбоводный завод, расположенный примерно в 6,4 км (или 4 мили) к северо-востоку от Бозмена, штат Монтана. На юго-западе Бозмена, недалеко от Университета штата Монтана, примерно в 11 км (или 7 милей) находится Национальный центр здоровья рыб. Завод является частью Национальной системы рыбоводных заводов, управляемой Службой охраны рыбных ресурсов и диких животных США.
В Соединенных Штатах действуют 7 организаций изучения рыб и девять центров охраны их здоровья. Национальный завод в Боузмене является четвертым старейшим национальным рыбоводным заводом.
Этот завод был внесен в Национальный реестр исторических мест 6 января 1983 года.

## История
Национальный рыбоводный завод в Боузмене был создан Конгрессом США 5 августа 1892 года. Первоначальная покупка земли состоялась 20 мая 1893 года и состояла из 20,4 гектаров (или 50,3 акра). Строительство объекта началось в апреле 1895 года и было завершено в конце следующего года. Первый управляющий, доктор Чейз Такер, приступил к руководству 11 января 1897 года. Сперва завод был  специализирован на выращивании речной и радужной форели (сталеголовой). Завод постоянно расширялся, и в 1905 году были приобретены дополнительные 32 гектара (или 80 акров).
Деятельность завода была прекращена в 1966 году, когда он был переквалифицирован в Центр развития рыбоводства (Fish Cultural Development Center), занимающийся улучшением разведения лососевых рыб. В 1983 году, когда он стал Центром технологии рыбоводства (Fish Technology Center), деятельность этой организации вновь изменилась, и он стал охватывать более широкий спектр видов рыб. Сегодня центр является скорее научно-образовательным центром, чем заводом.
Значительным достижением завода стала его важная роль в том, что статус подвида Oncorhynchus clarkii stomias в соответствии с Законом об исчезающих видах был изменен с исчезающего на находящегося под угрозой исчезновения.
В августе 2004 года было открыто новое здание площадью 1,5 тыс. квадратных метров (или 16,5 тыс. кв. футов), известное как здание Роберта Г. Пайпера, названное в честь бывшего директора завода.
Рыбоводный центр в настоящее время изучает культуру водных видов, питание водных видов, оценку рыболовства и здоровье водных видов в следующих штатах: Монтана, Северная Дакота, Южная Дакота, Вайоминг, Небраска, Юта, Колорадо и Канзас.